# Erich Schmidt (Literaturwissenschaftler)
Erich Schmidt (* 20. Juni 1853 in Jena; † 29. April 1913 in Berlin) war ein deutscher Literaturwissenschaftler. Zusammen mit Alois Brandl gründete er 1898 die literaturwissenschaftliche Fachzeitschrift Palaestra.

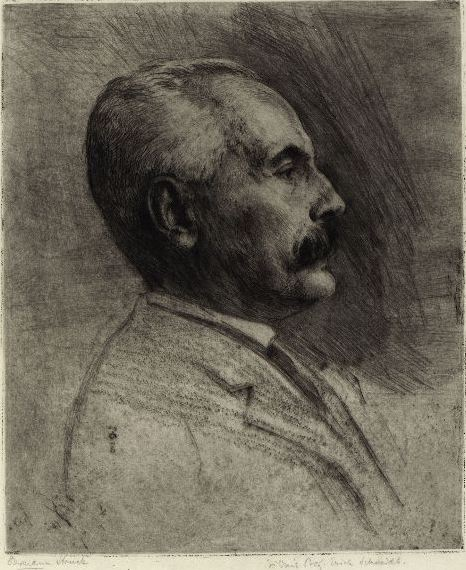
Erich Schmidt

## Leben
Erich Schmidt, ein Sohn des Zoologen Eduard Oscar Schmidt, studierte in Graz, Jena und Straßburg. Er wurde Mitglied der Burschenschaft Arminia Graz. Nach dem Studium bei Wilhelm Scherer war er ab 1875 Privatdozent für Literaturgeschichte und ab 1877 außerordentlicher Professor für deutsche Philologie in Straßburg, ab 1880 dann ordentlicher Professor in Wien. Im Jahr 1885 wurde er Direktor des Goethe-Archivs in Weimar. 1887 erhielt er eine Professur für deutsche Sprache und Literatur an der Friedrich-Wilhelms-Universität in Berlin. 1890 hielt er die Festrede bei der Einweihung des Lessing-Denkmals im Berliner Tiergarten. Von 1909 bis 1910 war er Rektor der Universität. Von 1906 bis zu seinem Tod war er Präsident der Goethe-Gesellschaft in Weimar. 1895 wurde er als ordentliches Mitglied in die Preußische Akademie der Wissenschaften aufgenommen.
Die Autorin und Frauenrechtlerin Helene Stöcker, die bei ihm in den 1890er Jahren in Berlin studierte, beschreibt Schmidt als „schöne Erscheinung, gewandt, liebenswürdig, weltläufig, mit einem großen Kreis von Schülern und Schülerinnen um sich, die ihn zum großen Teil sehr vergötterten.“ Über Anna Tumarkin, die während ihrer fünf Berliner Semester Gasthörerin bei Schmidt war, schrieb dieser in der Chronik der Königlichen Friedrich-Wilhelms-Universität: „Ausnahmsweise ist einer Dame (Russin) auf Grund ihrer Berner Dissertation die Beteiligung gestattet worden; ihre Referate waren die besten.“ 1904 wurde bei ihm als eine der ersten Frauen in Deutschland die Frauenrechtlerin Gertrud Bäumer promoviert.
Nach seinem Tod wurde Schmidt am 3. Mai 1913 auf dem Friedhof am Fürstenbrunner Weg bestattet. Seine letzte Ruhestätte ist ein Familiengrab auf dem Friedhof IV der Gemeinde Jerusalems- und Neue Kirche an der Bergmannstraße in Berlin-Kreuzberg, das von 1990 bis 2012 als Ehrengrab des Landes Berlin erhalten wird.

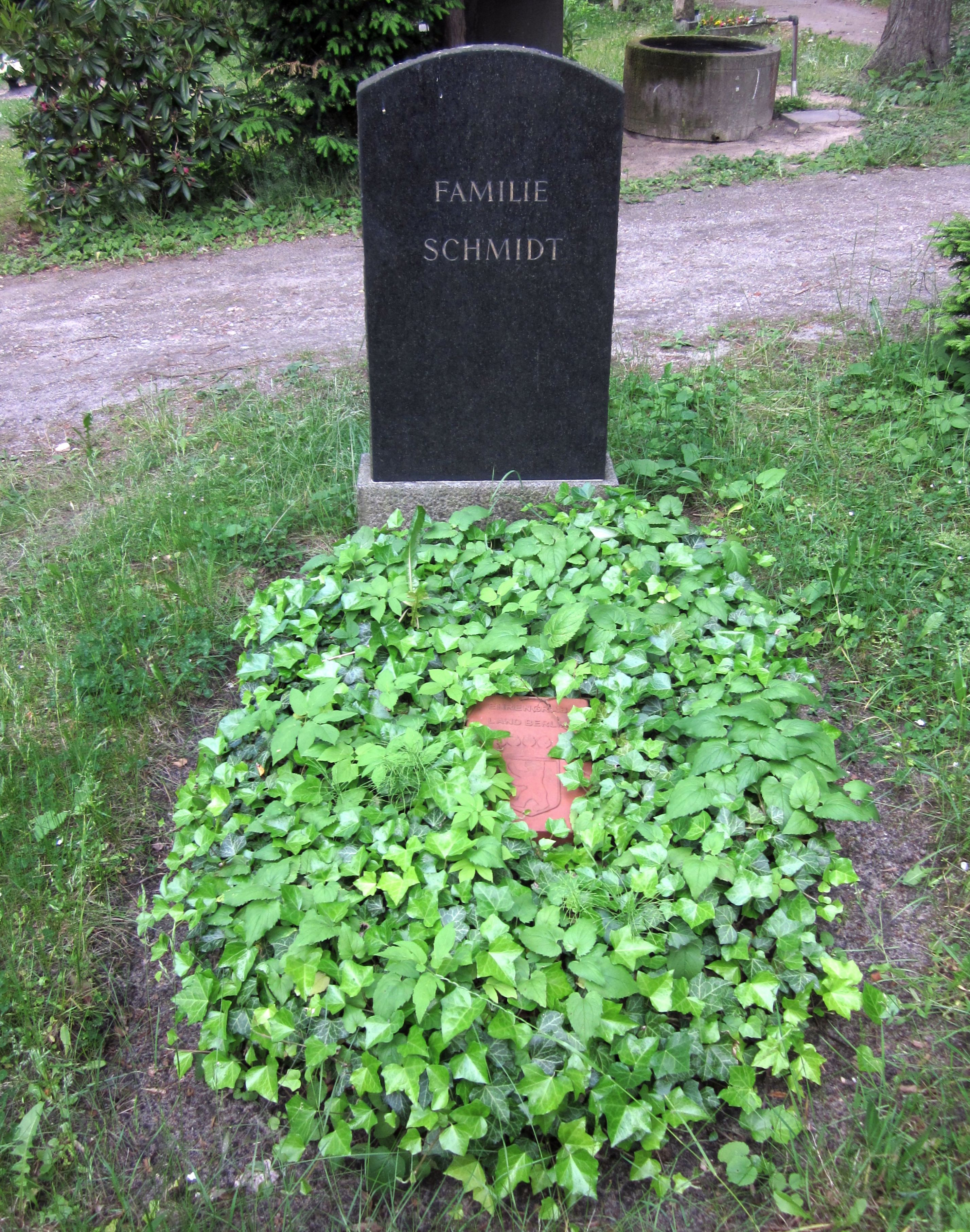
Grab von Erich Schmidt

Die umfangreiche Bibliothek wurde vom Verleger Rudolf Mosse erworben und 1914 im Mosse-Palais am Leipziger Platz in Berlin öffentlich zugänglich gemacht. 1945 wurde sie bei einem Luftangriff vernichtet.

## Schriften (Auswahl)
- Richardson, Rousseau und Goethe. Ein Beitrag zur Geschichte des Romans im 18. Jahrhundert. Frommann, Jena 1875.
- Komödien vom Studentenleben aus dem sechzehnten und siebzehnten Jahrhundert. Vortrag gehalten auf der Trierer Philologenversammlung. Leipzig 1880, 35 Seiten. (Digitalisat)
- Lessing. Geschichte seines Lebens und seiner Schriften. 2 Bde. Weidmann, Berlin 1884–1892.
- Charakteristiken. 2 Bde. Weidmann, Berlin 1886–1901. (Digitalisat)

## Briefe
- Eberhard Lämmert u. Werner Richter (Hrsg.): Wilhelm Scherer, Erich Schmidt. Briefwechsel. Mit einer Bibliographie der Schriften von Erich Schmidt. Erich Schmidt, Berlin 1963.
- Karl Ernst Laage (Hrsg.): Theodor Storm - Erich Schmidt. Briefwechsel. Kritische Ausgabe. 2 Bde. Erich Schmidt, Berlin 1972.